# Saski Baskonia
Saski Baskonia, S.A.D je španjolski košarkaški klub iz baskijske Vitorije. Izvan Španjolske, klub je bio poznat pod nazivom TAU Cerámica, a danas se nosi ime Laboral Kutxa. Od završetka sezone 2008./09., klub je zbog financijske krize raskinuo suradnju s industrijskim divom iz tog grada Taulellom (Tau Ceramica) koji je bio glavni sponzor kluba još od 1986. i čije je ime klub nosio u svim uspjesima u posljednja dva desetljeća. Novi generalni sponzor Saski Baskonie je banka Caja Laboral.

## Povijest
Klub je osnovan 1959. kao košarkaška momčad sportskog društva "Club Deportivo Vasconia". Klub od 1971. igra u španjolskoj prvoj ligi, a tijekom 1990-ih postaje jednom od najjačih španjolskih klubova. U nedavnoj povijesti, TAU je igrala Final Four Eurolige 2005., 2006., 2007. i 2008., izgubivši od Maccabija u finalu 2005. i polufinalu 2006., dok je 2007. i 2008. isto tako ispadala u polufinalima, najprije od Panathinaikosa, a kasnije od CSKA Moskve. Svoj prvi trofej osvajaju 1995. u Kupu Kralja, kada je klub predvodio dvojac Pablo Laso i Velimir Perasović. U Europi su u dva navrata (1994. i 1995.) stigli do finala Kupa Raymonda Saporte, a 1996. osvajaju isto natjecanje. Svoje prvo finale španjolske lige igraju 1998., a 1999. uzimaju drugi naslov Kupa Kralja. 
U tek osnovanoj Euroligi, klub je s igračima poput Bennetta, Štombergasa, Alexandera, Oberta i Scole stigao do finalne serije Eurolige 2000./01. Tau je izgubila u posljedjoj petoj utakmici od Kindera Bologne. Sljedeće sezone pojačali su se Tomaševićem i Nocionijem, a klub je osvojio dvostruku krunu (Španjolsko prvenstvo i Kup Kralja). TAU je kasnije uzela (2004. i 2006.) još dva naslova španjolskog Kupa Kralja, kada su važnu ulogu odigrali Luis Scola i Pablo Prigioni. Klub je za sljedeću sezonu izborio nastup u Euroligi, a u svom prvom Final Fouru stigli su do polufinala natjecanja, kada ih je izbacila CSKA Moskva.

## Trofeji
- ACB liga (2): 2002., 2008.
- Kup Kralja (6): 1995., 1999., 2002., 2004., 2006., 2009.
- Kup Raymonda Saporte (1): 1996.
- Španjolski superkup (4): 2005., 2006., 2007., 2008.

## Poznati igrači
| - José Calderón - Jorge Garbajosa - Mikel Cuadra - Xabier Davalillo - Vicente Lafuente - Pablo Laso - Alberto Ortega - Aitor Zárate - Carlos Cazorla - Essie Hollis - Scooter Barry - Ryan Bowen - Casey Jacobsen - Travis Hansen - Victor Alexander - Jerome Allen - J. J. Anderson - Joe Arlauckas - Ken Bannister - Elmer Bennett - Anthony Bonner - Rickey Brown - Lionel Chalmers - Chris Corchiani | - Pat Durham - Linton Johnson - Randolph Keys - Larry Micheaux - Drew Nicholas - Dan O'Sullivan - Lou Roe - Brent Scott - James Singleton - Matt Steigenga - Nikita Wilson - David Wood - Rashard Griffith - Pat Burke - Luis Scola - Andres Nocioni - Fabricio Oberto - Hugo Sconochini - Rubén Wolkowyski - Gabriel Fernández - Carlos Arroyo - Ramón Rivas - Stefano Rusconi - Georgi Glouchkov | - Predrag Drobnjak - Kornél Dávid - Geert Hammink - Arvydas Macijauskas - Saulius Štombergas - Mindaugas Timinskas - Simas Jasaitis - Miroslav Berić - Dejan Tomašević - Igor Rakočević - Mirza Teletović - Hanno Möttölä - Velimir Perasović - Zoran Planinić - Roko Leni Ukić - Richard Petruška - Ender Arslan - Serkan Erdoğan - Kaya Peker - Andrew Betts - Jim Bilba - Laurent Foirest - William Warren Phillips - Christos Harisis |

## Bivši igrači
- Torbjörn Gerke

## Vanjske poveznice
- Službena stranica (šp.) (engl.)
- Profil na Euroleague.net (engl.)
- Profil  Arhivirana inačica izvorne stranice od 11. veljače 2009. (Wayback Machine) na Basketpedya.com (engl.)

| Liga ACB (2009./10.) | Liga ACB (2009./10.) |
| --- | -------------------- |
| |                      |
| Alta Gestión Fuenlabrada \| Bàsquet Manresa \| Bizkaia Bilbao Basket \| Caja Laboral \| Cajasol \| CB Granada \| CB Murcia \| CB Valladolid \| DKV Joventut \| Estudiantes \| Gran Canaria 2014 \| Lagun Aro GBC \| Meridiano Alicante \| Real Madrid \| Regal FC Barcelona \| Unicaja \| Valencia BC \| Xacobeo Blu:Sens |                      |

| Liga ACB (2009./10.) | Liga ACB (2009./10.) |
| --- | -------------------- |
| |                      |
| Alta Gestión Fuenlabrada \| Bàsquet Manresa \| Bizkaia Bilbao Basket \| Caja Laboral \| Cajasol \| CB Granada \| CB Murcia \| CB Valladolid \| DKV Joventut \| Estudiantes \| Gran Canaria 2014 \| Lagun Aro GBC \| Meridiano Alicante \| Real Madrid \| Regal FC Barcelona \| Unicaja \| Valencia BC \| Xacobeo Blu:Sens |                      |

| Euroliga 2008./09.         | Euroliga 2008./09. |
| -------------------------- | --- |
|                            | |
| Prvak                      | Panathinaikos |
|                            | |
| Finalist                   | CSKA Moskva |
|                            | |
| Treće mjesto               | Regal FC Barcelona |
|                            | |
| Četvrto mjesto             | Olympiakos |
|                            | |
| Ispali u četvrtfinalu      | Montepaschi Siena • Partizan Igokea • Real Madrid • TAU Cerámica                                                                          |
|                            | |
| Stigli do Top 16           | AJ Milano • ALBA Berlin • Asseco Prokom Sopot • Cibona Zagreb • Fenerbahçe Ülker • Lottomatica Rim • Maccabi Tel Aviv • Unicaja Málaga    |
|                            | |
| Ispali u regularnom dijelu | Air Avellino • DKV Joventut • Fenerbahçe Ülker • Le Mans • Panionios OnTelecoms • SLUC Nancy • Union Olimpija Ljubljana • Žalgiris Kaunas |

| Euroliga 2008./09.         | Euroliga 2008./09. |
| -------------------------- | --- |
|                            | |
| Prvak                      | Panathinaikos |
|                            | |
| Finalist                   | CSKA Moskva |
|                            | |
| Treće mjesto               | Regal FC Barcelona |
|                            | |
| Četvrto mjesto             | Olympiakos |
|                            | |
| Ispali u četvrtfinalu      | Montepaschi Siena • Partizan Igokea • Real Madrid • TAU Cerámica                                                                          |
|                            | |
| Stigli do Top 16           | AJ Milano • ALBA Berlin • Asseco Prokom Sopot • Cibona Zagreb • Fenerbahçe Ülker • Lottomatica Rim • Maccabi Tel Aviv • Unicaja Málaga    |
|                            | |
| Ispali u regularnom dijelu | Air Avellino • DKV Joventut • Fenerbahçe Ülker • Le Mans • Panionios OnTelecoms • SLUC Nancy • Union Olimpija Ljubljana • Žalgiris Kaunas |